# Spargania colorifera
Spargania colorifera là một loài bướm đêm trong họ Geometridae.